# Sexappeal
Sexappeal, auch Sex-Appeal (englisch sex appeal [ˈsɛksəpiːl] ‚sexuelle Ausstrahlung‘), beschreibt eine sexuell-erotische Form der Attraktivität (Englisch appeal) von bestimmten Menschen.

## Wortursprung
Im eigentlichen Wortursprung setzt sich der Sexappeal aus den Worten sex und appeal zusammen. Beide Wörter sind abgeleitet aus dem Lateinischen, wobei das Ursprungswort appellare ‚ansprechen‘ bedeutet. Der aus dem Englischen übernommene Begriff fand seine Verbreitung in Deutschland mit der zunehmenden Sexualisierung in den Massenmedien, erste Belege findet man ab 1913, im deutschen Sprachraum ab dem Ende der 1920er Jahre. Marlene Dietrich war eine der ersten Personen, der Sexappeal zugeschrieben wurde: „Sie war früher beim Theater und spielte die diversen Damen mit sex-appeal.“

## Einflussfaktoren
Eine klare, allgemeinverbindliche Erfassung des Begriffes und seiner Auswirkungen ist kaum möglich, da Sexappeal wie auch Attraktivität eher auf subjektiven Wahrnehmungen als auf objektiven Tatsachen basiert.

### Subjektive Wahrnehmungen
Was einen Menschen für einen anderen sexy macht, ist individuell – d. h. von Mensch zu Mensch – äußerst uneinheitlich und hängt darüber hinaus von kulturellen und kulturgeschichtlichen Faktoren ab. So gibt es in jeder Kultur Konventionen, die zu beschreiben versuchen, worin Sexappeal besteht. Als allgemeine Faktoren für sexuelle Ausstrahlung lassen sich – neben einem wohlproportionierten Körper – vor allem Merkmale wie Selbstbewusstsein, ein gutes Körpergefühl, Humor und Kommunikationsfähigkeit benennen. Die sozialpsychologische Attraktivitätsforschung hat allerdings herausgefunden, dass attraktiv aussehende Menschen für umgänglicher, dominanter, sexuell zugänglicher, geistig gesünder und sozial geschickter gehalten werden, auch wenn dies objektiv gar nicht der Fall ist und sich Menschen mit oder ohne Sexappeal in ihren sonstigen Persönlichkeitsmerkmalen oft kaum voneinander unterscheiden (Halo-Effekt).

### Körperliche Attraktivität als Hauptkriterium
Pamela Regan und Ellen Berscheid wiesen 1995 in einer Studie nach, dass für 90 % der befragten Männer und Frauen ein attraktives Äußeres das Hauptkriterium für weiblichen Sexappeal ist. Für nur 15 % war die weibliche Intelligenz wichtig. Aber auch der männliche Sexappeal basiert für 76 % der Befragten auf dem äußeren Erscheinungsbild. Clayson und Klassen (1989), Davis-Pyles, Conger und Conger (1990), Lamb, Jackson, Cassiday und Priest (1993) und andere Forscher wiesen nach, dass schlanke, aber nicht zu dünne Menschen gegenüber beleibteren eindeutig bevorzugt werden. Fettleibige Personen wurden als am sexuell unattraktivsten eingestuft. Neben dem Körperbau erhöhen nach Grammer und Thornhill (1994) sowie Jones und Hill (1993) symmetrische Gesichtszüge die sexuelle Attraktivität, wobei nach Cunningham, Barbee und Pike (1986, 1990) Gesichter, die dem Kindchenschema entsprechen, besonders gut ankommen. 
Gesichter von Frauen werden als attraktiv empfunden, wenn sie zierliche Nasen und hervorstehende Wangenknochen haben.
Gesichter von Männern gelten als attraktiv, wenn das Kinn kantig und ausgeprägt ist. Dieses Merkmal wird mit Stärke und Abenteuerlust in Verbindung gebracht. Weitere Merkmale umfassen hohe Wangenknochen und insgesamt eine größere obere Gesichtshälfte im Verhältnis zur unteren.
Zudem lassen ein Gesichtsausdruck mit breitem Lächeln und hochgezogene Augenbrauen eine Person attraktiver erscheinen.

### Den Sexappeal steigernde Merkmale bei Heterosexuellen
In westlichen Kulturen gelten Männer als sexy, die Merkmale wie z. B. breite Schultern, schmale Hüften, einen kleinen, straffen Po und eine große Körperlänge aufweisen. Wissenschaftliche Studien haben ergeben, dass das „Taille-Hüft-Verhältnis“ (englisch waist-to-hip ratio WHR) mit dem größten Sexappeal bei Männern zwischen 0,80 und 0,90 liegt. Aber auch ein Mann mit hohem sozialen Status, der Willensstärke, finanzielle Sicherheit, Ehrgeiz und intellektuelle Fähigkeiten aufweist, wirkt auf viele westliche Frauen attraktiv. Er muss kein Schönling sein, aber Charme und das so genannte, nicht klar zu umschreibende „gewisse Etwas“ haben. Wesentliche Eigenschaften dieses „gewissen Etwas“ sind – vor allem bei Männern – zweifelsohne auch Begeisterungsfähigkeit und Tatkraft.
Heterosexuelle Männer dagegen schauen mehr auf die körperliche Attraktivität von Frauen. Bei heterosexuellen Frauen gelten Eigenschaften wie ein hübsches Gesicht und ein gut proportionierter Körper als sexuell anziehend. Dabei sollte das Verhältnis von Taille zu Hüfte etwa 7 zu 10 erreichen, weil dies für die Gebärfähigkeit der Frau spreche. Dies steht im Einklang mit verschiedenen wissenschaftlichen Studien, nach denen die waist-to-hip ratio mit dem größten Sexappeal bei Frauen zwischen 0,68 und 0,80 liegt. Doch auch Frauen besitzen das „gewisse Etwas“. Die so umschriebene erotische Ausstrahlung ist nach Barbara Sichtermann „eine Tönung, eine Atmosphäre, ein 'Appeal' als ein fest umreißbares Attribut, und deshalb ist sie als Machtquelle so schwer zu umfassen. Und doch ist sie unglaublich wirksam“, etwa, wenn ein Mädchen mit Sexappeal einen Raum voller Menschen zum Verstummen bringt. Es spielt auch eine Rolle, ob die Frau ihre fruchtbaren Tage hat. Zur Zeit ihres Eisprungs wirken Frauen besonders anziehend auf Männer. Der Wiener Evolutionspsychologe Karl Grammer ist etwa der Auffassung, dass die erhöhten Östrogenwerte während des Eisprungs dazu führen, dass sich Frauen anders bewegen. Wissenschaftler von der Universität Jyväskylä kamen dagegen zu dem Schluss, dass Männer den weiblichen Körpergeruch am Eisprungtag besonders attraktiv finden.

### Kulturrelativität des Schönheitsideals
Wie variabel und letztlich beliebig die Merkmale sind, die als Kennzeichen für Sexappeal gelten, wird angesichts von kulturspezifischen Fetischen wie z. B. dem im chinesischen Kaiserreich verbreiteten Füßebinden oder dem mit Messingringen gestreckten Hals der Padong-Karen-Frauen in Thailand deutlich.

### Gesellschaftliche Rezeption
Die deutliche Sexualisierung medialer Darstellungen von Persönlichkeitsmerkmalen wird begleitet von Ratgebern zur Verbesserung der eigenen sexuellen Ausstrahlung. Die Ratgeber, darunter auch Date-Trainer, bedienen sich dabei der subjektiven Wahrnehmung des Sexappeals und versuchen, die Bedürfnisse der Leser mit markanten Schlagworten zu befriedigen:
- „Sexiness ist eine Haltung, kein äußerliches Merkmal. Genauso wie wahre Schönheit kommt auch der Sex-Appeal von innen.“ Wer glücklich, selbstbewusst und mit sich im Reinen sei, wirke daher automatisch sexy.[19]
- „Wenn wir mit uns und unserem Leben zufrieden sind, haben wir allen Grund dazu, das auch zu zeigen. Ein strahlendes Lächeln macht Sie äußerst attraktiv.“[20]
- „Persönlicher Stress wirkt sich negativ auf den Sexappeal aus.“[21]

Auch wird betont, dass das Imitieren bekannter Sexsymbole den Sexappeal nicht zu steigern vermag, dagegen eine Bereitschaft zur Kommunikation und eine leicht arrogante Haltung die persönliche Ausstrahlung erhöhen könne. Des Weiteren wird behauptet, dass Personen, die eine charismatische Ausstrahlung auf andere ausüben, auch sexuell besser ankommen.
Nach einer repräsentativen Single- und Partnerstudie, die 2009 gemeinsam mit dem Marktforschungsinstitut Innofact AG rund 2.000 Singles und Nicht-Singles zwischen 18 und 65 Jahren befragte, wirken sich neben einer selbstsicheren Haltung und guten Manieren auch die Haartracht, die Kleidung, die Art und Weise des Gangs und eine ansprechende Duftnote positiv auf den Sexappeal aus.